# فلباخ
فلباخ (بالألمانية: Fellbach) هي Grosse Kreisstadt، مدينة وبلدة ألمانية تقع في ألمانيا في مقاطعة ريمس مور. يقدر عدد سكانها بـ 44,101 نسمة .

## المدن التوأمة
مدن Tain-l'Hermitage، Tournon-sur-Rhône، Erba، بيتش (المجر)، مايسن وسوفا ريكا هي مدن توأمة لـفلباخ.

## أعلام
- فرديناند كريستيان باور